# The Rogue Song
The Rogue Song, também conhecido como Gipsy Love (bra: Amor de Zíngaro) é um filme musical pre-Code estadunidense de 1930, do gênero romance, dirigido por Lionel Barrymore, e estrelado por Lawrence Tibbett – que foi indicado ao Oscar de melhor ator por seu desempenho – e Catherine Dale Owen. O roteiro de John Colton, Frances Marion e Wells Root foi baseado na opereta "Gipsy Love" (1910), de Franz Lehár, Alfred Willner e Robert Bodanzky.
Laurel & Hardy receberam três vezes mais do que os outros atores; suas sequências foram filmadas no último minuto e intercaladas ao longo do filme em uma tentativa de aumentar seu apelo e bilheteria. Hal Roach escreveu e dirigiu as sequências. O filme foi lançado em duas versões, muda e sonora.
A produção, o primeiro filme sonoro e em Technicolor da Metro-Goldwyn-Mayer, é considerada parcialmente perdida, pois não há impressões completas, apenas fragmentos.

## Sinopse
A história acontece no Império Russo no ano de 1910. O bandido Yegor (Lawrence Tibbett) conhece a Princesa Vera (Catherine Dale Owen) em uma pousada numa montanha. Eles se apaixonam, mas o relacionamento é destruído quando Yegor mata o irmão de Vera, o Príncipe Serge (Ullrich Haupt), por estuprar sua irmã, Nadja (Florence Lake), e levá-la ao suicídio. Daí, Yegor sequestra Vera, forçando-a a viver uma vida humilde de servidão entre outros bandidos. Vera consegue enganar Yegor, que é capturado por soldados e açoitado. Vera, então, implora pelo perdão de Yegor. Embora ainda apaixonados um pelo outro, eles percebem que seu amor é impossível, e que não podem ficar juntos.

## Elenco
- Lawrence Tibbett como Yegor
- Catherine Dale Owen como Princesa Vera
- Nance O'Neil como Princesa Alexandra
- Judith Vosselli como Tatiana
- Ullrich Haupt como Príncipe Serge
- Elsa Alsen como Mãe de Yegor
- Florence Lake como Nadja
- Lionel Belmore como Ossman
- Wallace MacDonald como Hassan
- Kate Price como Petrovna
- H.A. Morgan como Frolov
- Burr McIntosh como Conde Peter
- James Bradbury, Jr. como Azamat
- Stan Laurel como Ali-Bek
- Oliver Hardy como Murza-Bek

## Músicas
1. "The Rogue Song" (cantada por Lawrence Tibbett)
2. "The Narrative" (cantada por Lawrence Tibbett)
3. "Love Comes Like a Bird on the Wing" (cantada por Lawrence Tibbett)
4. "The White Dove" (cantada por Lawrence Tibbett)
5. "Swan Ballet" (tocada pela orquestra do estúdio)
6. "Once in the Georgian Hills" (cantada por Lawrence Tibbett)
7. "When I'm Looking at You" (cantada por Lawrence Tibbett)

## Laurel & Hardy

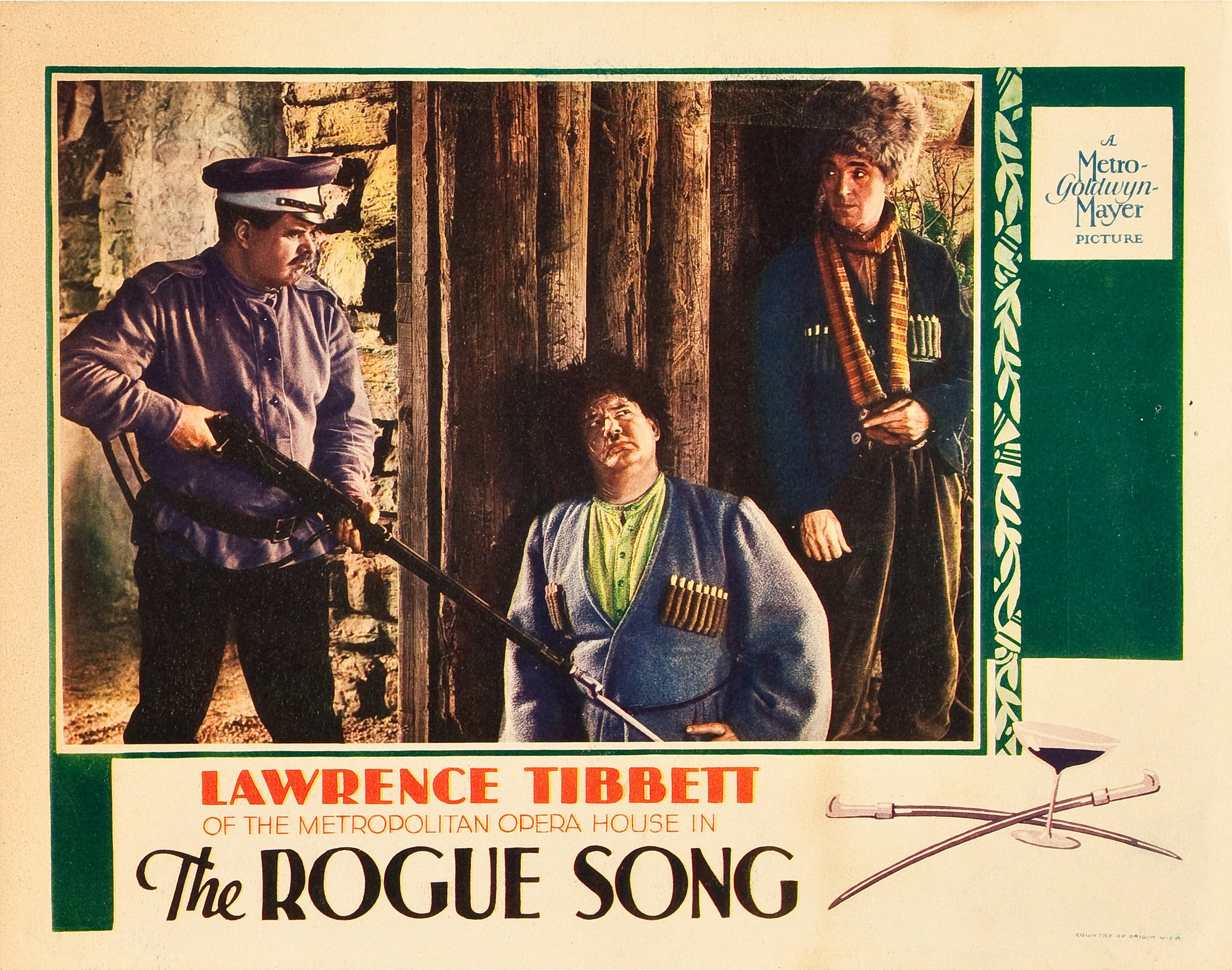
Lobby card de "The Rogue Song", com Oliver Hardy e Stan Laurel.

Houve oito momentos cômicos ao longo do filme em que Laurel e Hardy apareceram. Um deles sobrevive intacto. Na cena, há uma grande tempestade que leva uma barraca com a ventania forte, e assim Stan e Oliver, donos da barraca, entram em cena. Eles tentam dormir sem nenhum cobertor, mas depois decidem procurar abrigo em uma caverna e, por estar escuro, não conseguem ver um urso que habitava o local. Oliver acha que Stan está vestindo um casaco de pele, mas o urso começa a rosnar, o que faz Stan e Oliver fugir.
Outro segmento, no qual Laurel engole uma abelha, aparece no trailer do filme, e sobrevive quase intacto.

## Produção

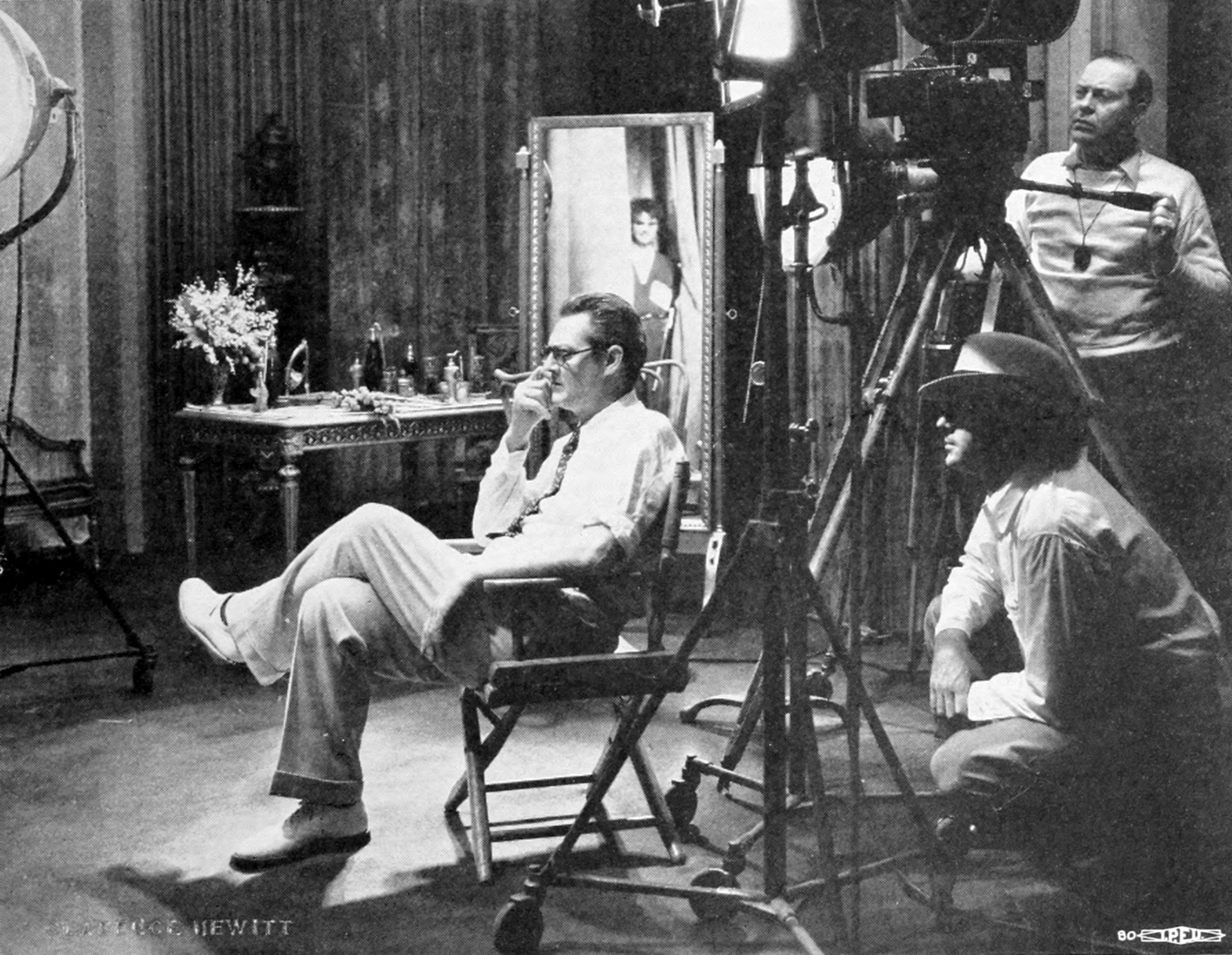
Lionel Barrymore dirigindo o filme.

"The Rogue Song" foi o primeiro filme completamente sonoro da Metro-Goldwyn-Mayer, rodado em Technicolor — ainda em duas cores, pois o sistema definitivo, de três cores, chegaria somente em 1935, com "Becky Sharp". O filme é notável hoje como a primeira e única aparição de Laurel e Hardy em um filme colorido (todos os seus filmes antes e depois foram filmados em preto e branco; sua única outra produção colorida filmada profissionalmente foi o curta de guerra "The Tree in a Test Tube"), embora tenham feito uma pequena participação.
Terminadas as filmagens, o estúdio considerou que faltava humor ao filme e decidiu inserir diversas sequências com Laurel & Hardy. Os dois interpretavam integrantes do grupo de Yegor, o personagem principal, porém suas cenas pouco tinham a ver com o enredo, pois eram típicas das produções da dupla: ora tentavam comer queijo enquanto eram atormentados por moscas, ora dividiam uma caverna com um urso e assim por diante. A crítica ficou dividida quanto à relevância dessas inserções, porém o público se divertiu e aprovou a parte humorística da produção, tornando o filme um grande sucesso.
Apesar dos bons números de bilheteria e dos nomes envolvidos na trilha sonora, "The Rogue Song" não gerou canções aclamadas pela crítica.
O filme marcou a estreia cinematográfica do barítono Lawrence Tibbett, uma estrela mundial de ópera, o que lhe deu a única indicação ao Oscar de sua carreira. Ele estrelou apenas mais cinco filmes, todos musicais, e todos lançados na década de 1930. Por outro lado, este foi o quarto e último trabalho de Lionel Barrymore como diretor da MGM. Ele esteve atrás das câmeras somente mais uma vez, em "Ten Cents a Dance" (1931), produção da Columbia Pictures.
A produção foi supervisionada por Paul Bern, e o cronograma de filmagem de 30 dias teve início em 29 de agosto de 1929. A resposta dos executivos do estúdio à pressa diária para as gravações foi que o filme não estava funcionando bem e precisava de ajuda. MGM emprestou Laurel e Hardy para Hal Roach, e após negociações entre Roach e Thalberg, Roach concordou em escrever e direcionar as cenas que a dupla apareceria. A versão final do filme possui oito cenas com a dupla de comédia. A fotografia principal terminou em 11 de outubro.

## Lançamento
O filme estreou em Hollywood no Teatro Chinês de Grauman em 17 de janeiro de 1930.
Embora Laurel e Hardy tenham interpretado papéis relativamente pequenos no filme, o astro da ópera Lawrence Tibbett era praticamente desconhecido para grande parte dos Estados Unidos. Como resultado, em muitos lugares, o filme foi anunciado como "Laurel & Hardy em The Rogue Song".

## Preservação
Embora o filme seja considerado perdido, alguns fragmentos foram encontrados. Um fragmento de dois minutos e meio que foi cortado do filme por um projecionista local foi encontrado em uma livraria de Cambridge, Massachusetts, em 1981, e apresentava um segmento cômico com Laurel e Hardy escondidos em uma caverna na qual um urso se abrigava. Outro fragmento, com cerca de 10 minutos de duração, que mostrava uma sequência de balé de Albertina Rasch, foi encontrada no Maine em 1998 e restaurada pela UCLA. Outro rolo de clipes variados está preservado no Czech Film Archive; foi rastreado em uma convenção em 1995. Outro fragmento curto mostra Lawrence Tibbett cantando para Catherine Dale Owen quando eles ficam presos por uma tempestade.
O trailer do filme, que inclui Laurel e Hardy, existe, exceto pelos primeiros 60 segundos, que foram perdidos devido à decomposição; o restante foi transferido para o estoque de segurança da UCLA. No trailer, Tibbett canta "White Dove" para Owen. Um pequeno segmento cômico de Laurel & Hardy, no qual Laurel aparentemente engole uma abelha, também pode ser visto.
Além desses fragmentos, a trilha sonora completa do filme e do trailer ainda sobrevive porque foi regravada em discos Vitaphone para cinemas que não possuíam sistemas de som óptico, como o sistema Movietone, que a MGM costumava utilizar.
A propriedade de Lawrence Tibbett realizou uma cópia colorida completa de "The Rogue Song" por muitos anos após sua morte. Tibbett gostava do filme e o mostrava frequentemente para seus amigos. O falecido Allan Jones era um visitante regular e amigo de Tibbett, e supostamente ganhou a cópia da impressão do filme, que seu filho Jack Jones destruiu por causa da decomposição do nitrato. Tibbett gravou algumas das músicas do filme em estúdio, que foram mais tarde lançadas pela RCA Victor.
O YouTube atualmente (junho de 2021) contém uma reconstrução de todo o filme, utilizando a trilha sonora completa, meia hora ou mais de fragmentos existentes e fotos do filme.
A MGM possuía o negativo do quarto rolo até o início de 1974.

## Prêmios e indicações
Lawrence Tibbett foi indicado ao Oscar de melhor ator em 1931 por sua interpretação de Yegor. Ele perdeu o prêmio para George Arliss, que venceu por seu papel em "Disraeli" (1929).